# 바셀라과
바셀라과(basella科, Basellaceae)는 계통학적으로 속씨식물 핵심진정쌍떡잎식물군 내의 석죽목에 있는 과이다. 낙규과(落葵科)로도 부른다. 약 20여 종의 초본식물을 포함하고 있으며, 덩굴이 뻗어 오르는 습성이 있고, 다음 4개의 속으로 분류된다.
- 안레데라속 (Anredera)
- 바셀라속 (Basella)
- Boussingaultia
- 울류쿠속 (Ullucus)

경제적으로 중요하게 쓰이는 것으로 울류쿠와 말라바시금치 등이 있다.